# Marc Bompis
Marc Bompis (ur. 21 kwietnia 1956) – francuski brydżysta, World International Master w kategorii Open (WBF), European Grand Master (EBL).

## Wyniki brydżowe

### Olimpiady
Na olimpiadach uzyskał następujące rezultaty:
| Olimpiady brydżowe. Zawody teamów | Olimpiady brydżowe. Zawody teamów | Olimpiady brydżowe. Zawody teamów    | Olimpiady brydżowe. Zawody teamów | Olimpiady brydżowe. Zawody teamów | Olimpiady brydżowe. Zawody teamów |
| Rok                               | Miejsce                           | Zawody                               | Kategoria                         | Drużyna                           | Pozycja                           |
| --------------------------------- | --------------------------------- | ------------------------------------ | --------------------------------- | --------------------------------- | --------------------------------- |
| 2012                              | Lille                             | 2. Olimpiada Sportów Umysłowych      | Open                              | France                            | 9                                 |
| 2008                              | Pekin                             | 1. Olimpiada Sportów Umysłowych      | Open                              | France                            | 17                                |
| 1999                              | Lozanna                           | 2. Mistrzostwa o Wielką Nagrodę MKOL | Open                              | France                            | 3                                 |
| 1996                              | Rodos                             | 10. Olimpiada Teamów                 | Open                              | France                            | 1                                 |

### Zawody światowe
W światowych zawodach zdobył następujące lokaty:
| Mistrzostwa Świata. Konkurencja teamów | Mistrzostwa Świata. Konkurencja teamów | Mistrzostwa Świata. Konkurencja teamów  | Mistrzostwa Świata. Konkurencja teamów | Mistrzostwa Świata. Konkurencja teamów | Mistrzostwa Świata. Konkurencja teamów |
| Rok                                    | Miejsce                                | Zawody                                  | Kategoria                              | Drużyna                                | Pozycja                                |
| -------------------------------------- | -------------------------------------- | --------------------------------------- | -------------------------------------- | -------------------------------------- | -------------------------------------- |
| 2010                                   | Filadelfia                             | 13. Seria Mistrzostw Świata             | Open                                   | Zaleski                                | 17                                     |
| 2008                                   | Pekin                                  | 1. Olimpiada Sportów Umysłowych         | Miksty                                 | Zimmerman                              | 5                                      |
| 2007                                   | Szanghaj                               | 38. Mistrzostwa Świata Teamów           | Trans                                  | Zaleski                                | 11                                     |
| 2006                                   | Werona                                 | 12. Mistrzostwa Świata                  | Open                                   | Zimmerman                              | 33                                     |
| 2002                                   | Montreal                               | 11. Mistrzostwa Świata                  | Open                                   | Bompis                                 | 65                                     |
| 2000                                   | Southampton                            | 34. Mistrzostwa Świata Teamów           | Open                                   | France                                 | 10                                     |
| 1998                                   | Lille                                  | 10. Mistrzostwa Świata                  | Open                                   | Cronier                                | 33                                     |
| 1996                                   | Rodos                                  | 1. Mistrzostwa Świata Teamów Mikstowych | Miksty                                 | Das                                    | 49                                     |
| 1994                                   | Albuquerque                            | 9. Mistrzostwa Świata                   | Open                                   | Szwarc                                 | 33                                     |

| Mistrzostwa Świata. Konkurencja par | Mistrzostwa Świata. Konkurencja par | Mistrzostwa Świata. Konkurencja par | Mistrzostwa Świata. Konkurencja par | Mistrzostwa Świata. Konkurencja par | Mistrzostwa Świata. Konkurencja par |
| Rok                                 | Miejsce                             | Zawody                              | Kategoria                           | Partner                             | Pozycja                             |
| ----------------------------------- | ----------------------------------- | ----------------------------------- | ----------------------------------- | ----------------------------------- | ----------------------------------- |
| 2010                                | Filadelfia                          | 13. Mistrzostwa Świata              | Open                                | Jean-Christophe Quantin             | 20                                  |
| 2010                                | Filadelfia                          | 13. Mistrzostwa Świata              | Miksty                              | Sylvie Willard                      | 87                                  |
| 2006                                | Werona                              | 12. Mistrzostwa Świata              | Open                                | Thierry de Sainte Marie             | 14                                  |
| 2002                                | Montreal                            | 11. Mistrzostwa Świata              | Open                                | Christian Mari                      | 31                                  |
| 2002                                | Montreal                            | 11 Mistrzostwa Świata               | Miksty                              | Claude Blouquit                     | 87                                  |
| 1998                                | Lille                               | 10. Mistrzostwa Świata              | Miksty                              | Claude Blouquit                     | 2                                   |
| 1994                                | Albuquerque                         | 9. Mistrzostwa Świata               | Miksty                              | Claude Blouquit                     | 11                                  |
| 1994                                | Albuquerque                         | 9. Mistrzostwa Świata               | Open                                | Henri Szwarc                        | 37                                  |
| 1990                                | Genewa                              | 8. Mistrzostwa Świata               | Open                                | Patrice Conte                       | 42                                  |

| Mistrzostwa Świata. Konkurencja indywidualna | Mistrzostwa Świata. Konkurencja indywidualna | Mistrzostwa Świata. Konkurencja indywidualna | Mistrzostwa Świata. Konkurencja indywidualna | Mistrzostwa Świata. Konkurencja indywidualna | Mistrzostwa Świata. Konkurencja indywidualna |
| Rok                                          | Miejsce                                      | Zawody                                       | Kategoria                                    | Pozycja                                      |                                              |
| -------------------------------------------- | -------------------------------------------- | -------------------------------------------- | -------------------------------------------- | -------------------------------------------- | -------------------------------------------- |
| 2004                                         | Werona                                       | 6. Indywidualne Mistrzostwa Świata           | Open                                         | 25                                           |                                              |
| 2000                                         | Ateny                                        | 5. Indywidualne Mistrzostwa Świata           | Open                                         | 31                                           |                                              |
| 1998                                         | Ajaccio                                      | 4. Indywidualne Mistrzostwa Świata           | Open                                         | 21                                           |                                              |
| 1996                                         | Paryż                                        | 3. Indywidualne Mistrzostwa Świata           | Open                                         | 43                                           |                                              |

### Zawody europejskie
W europejskich zawodach zdobył następujące lokaty:
| Zawody europejskie. Konkurencja teamów | Zawody europejskie. Konkurencja teamów | Zawody europejskie. Konkurencja teamów | Zawody europejskie. Konkurencja teamów | Zawody europejskie. Konkurencja teamów | Zawody europejskie. Konkurencja teamów |
| Rok                                    | Miejsce                                | Zawody                                 | Kategoria                              | Drużyna                                | Pozycja                                |
| -------------------------------------- | -------------------------------------- | -------------------------------------- | -------------------------------------- | -------------------------------------- | -------------------------------------- |
| 2014                                   | Abacja                                 | 52. Mistrzostwa Europy Teamów          | Open                                   | France                                 | 9                                      |
| 2013                                   | Ostenda                                | 6. Otwarte Mistrzostwa Europy          | Open                                   | Monaco                                 | 83                                     |
| 2012                                   | Dublin                                 | 51. Mistrzostwa Europy Teamów          | Open                                   | France                                 | 11                                     |
| 2009                                   | Paryż                                  | 8. Puchar Europy                       | Open                                   | Host France                            | 11                                     |
| 2009                                   | San Remo                               | 4. Otwarte Mistrzostwa Europy          | Open                                   | Zaleski                                | 17                                     |
| 2008                                   | Pau                                    | 49. Mistrzostwa Europy Teamów          | Open                                   | France                                 | 9                                      |
| 2007                                   | Wrocław                                | 6. Puchar Europy                       | Open                                   | FNC - France                           | 5                                      |
| 2007                                   | Antalya                                | 3. Otwarte Mistrzostwa Europy          | Open                                   | Zaleski                                | 9                                      |
| 2006                                   | Warszawa                               | 48. Mistrzostwa Europy Teamów          | Open                                   | France                                 | 8                                      |
| 2005                                   | Teneryfa                               | 2. Otwarte Mistrzostwa Europy          | Open                                   | Chemla                                 | 59                                     |
| 2002                                   | Ostenda                                | 7. Mistrzostwa Europy Mikstów          | Miksty                                 | Blouquit                               | 15                                     |
| 1999                                   | Malta                                  | 44. Mistrzostwa Europy Teamów          | Open                                   | France                                 | 5                                      |

| Zawody europejskie. Konkurencja par | Zawody europejskie. Konkurencja par | Zawody europejskie. Konkurencja par | Zawody europejskie. Konkurencja par | Zawody europejskie. Konkurencja par | Zawody europejskie. Konkurencja par |
| Rok                                 | Miejsce                             | Zawody                              | Kategoria                           | Partner                             | Pozycja                             |
| ----------------------------------- | ----------------------------------- | ----------------------------------- | ----------------------------------- | ----------------------------------- | ----------------------------------- |
| 2013                                | Ostenda                             | 6. Otwarte Mistrzostwa Europy       | Miksty                              | Sylvie Willard                      | 2                                   |
| 2009                                | San Remo                            | 4. Otwarte Mistrzostwa Europy       | Open                                | Jean-Christophe Quantin             | 29                                  |
| 2007                                | Antalya                             | 3. Otwarte Mistrzostwa Europy       | Open                                | Jean-Christophe Quantin             | 7                                   |
| 2005                                | Teneryfa                            | 2. Otwarte Mistrzostwa Europy       | Open                                | Thierry de Sainte Marie             | 21                                  |
| 2003                                | Mentona                             | 1. Otwarte Mistrzostwa Europy       | Open                                | Thierry de Sainte Marie             | 26                                  |
| 1999                                | Warszawa                            | 10. Mistrzostwa Europy Par          | Open                                | Thierry de Sainte Marie             | 5                                   |
| 1998                                | Akwizgran                           | 5. Mistrzostwa Europy Mikstów       | Mikst                               | Claude Blouquit                     | 27                                  |
| 1996                                | Monte Carlo                         | 4. Mistrzostwa Europy Mikstów       | Mikst                               | Claude Blouquit                     | 21                                  |
| 1994                                | Barcelona                           | 3. Mistrzostwa Europy Mikstów       | Miksty                              | Claude Blouquit                     | 26                                  |
| 1991                                | Montecatini                         | 6. Mistrzostwa Europy Par           | Open                                | Lewis Kaplan                        | 57                                  |
| 1987                                | Paryż                               | 4. Mistrzostwa Europy Par           | Open                                | Trancher                            | 125                                 |

## Klasyfikacja
- Marc Bompis – klasyfikacja WBF (ang.)
- Marc Bompis – klasyfikacja EBL (ang.)